# L'orda d'oro
L'orda d'oro (1968-1977. La grande ondata rivoluzionaria e creativa, politica ed esistenziale) è un saggio di Nanni Balestrini e Primo Moroni, ristampato successivamente e ampliato a cura di Sergio Bianchi. È stato per molti anni l'unico saggio sul movimento del '77 (e uno dei pochi sul movimento del '68) disponibile al pubblico non specialistico, e corredato di ampia documentazione e bibliografia.
Il saggio, in realtà, non tratta solo dei movimenti giovanili del '68 e del '77, ma tenta un abbozzo di analisi della storia italiana, con particolare riguardo ai movimenti di protesta operai e giovanili a partire dagli anni '50, incluse le manifestazioni dell'estate 1960.

## Storia editoriale
Spartiacque di questa separazione sarebbe stata, secondo queste interpretazioni, la questione dell'uso della violenza. Una banalità in sé, perché un conflitto durato almeno dieci anni e che aveva coinvolto centinaia di migliaia di soggetti sociali non poteva essere ridotto nell'ambito angusto del supposto giudizio etico da dare sulle forme di lotta.»
(Primo Moroni)
La prima edizione (SugarCo Edizioni, Milano 1988), secondo quanto afferma Sergio Bianchi, andò velocemente esaurita, e il libro non venne immediatamente ristampato. Continuò a circolare sotto forma di fotocopie, e, in parte, venne diffuso attraverso reti telematiche.
La seconda edizione (Feltrinelli, 1997), a cura di Sergio Bianchi è stata ampliata con contributi di Paolo Virno, Sergio Bologna, Sandro Mancini, Lucio Castellano, Lanfranco Caminiti, Andrea Colombo, Bruno Cartosio, Cesare Bermani, e con un'appendice di Rossana Rossanda.
Il saggio è stato più volte ristampato da Feltrinelli; nel 2003 ne è uscita la terza edizione, con contributi di Franco Berardi Bifo, Franca Chiaromonte, Giairo Daghini e Letizia Paolozzi.
- Nanni Balestrini e Primo Moroni, L'orda d'oro 1968-1977, terza ed., collana Saggi Universale Economica, Feltrinelli, 2003,  pp. 687, cap. 12, ISBN 88-07-81462-5.